# Китайская эстетика
Китайская эстетика представляет собой совокупность представлений о канонах красоты, которые являются синтезом религиозной морали и искусства в Китае.

## Описание
В начале XX века западная философия придавала большое значение таким понятиям как: истина, доброта, прекрасное. В это же время переведенный японцами термин Aesthetics проник в поле зрения китайской интеллигенции. Обладающий широким кругозором Ван Говэй представил глубокие знания в области древних трактатов, а также проявил пристальное внимание к теме эстетики. С этого момента эстетика начала постепенно укореняться на почве китайской культуры под влиянием западноевропейских тенденций. Однако китайская эстетика с момента ее появления и в процессе своего развития продемонстрировала некие особенности. Начиная обсуждение сфер эстетики, можно выйти за ее границы и перейти в литературу, историю, общественную жизнь, социальную и политическую сферу. На сегодняшний день это явление не обязательно является признаком «незрелости» науки, а как раз отражает китайскую традиционную эстетику, особенность эстетического восприятия.
В исследовании китайской эстетики существует множество трудностей. Они заключаются в том, что в Китае нет западного понимания эстетической науки, вместе с тем только в последнее время в Китае стали применять западную теорию, чтобы реконструировать историю эстетики. Сравнивая китайскую историю философии, а также связанные с ней научные исследования можно прийти к выводу, что история китайской эстетики требует глубокого изучения.
Вопрос о том есть ли в Китае эстетика всегда остается спорным. За спиной этой полемики скрыто два самостоятельных подхода: западнический и консервативный. Китайская традиционная идеология пришла в упадок, когда произошло столкновение западной и восточной мысли. В то время западники и консерваторы выдвинули свои стратегии. Первые из вышеупомянутых идеологов опровергали ценность китайской традиционной мысли, требовали заменить ее на западную. Вопреки этому приверженцы китайской идеологии считали, что ее творческая сила может получить новую жизнь. В китайской традиции эстетики сторонники западной мысли оспариваются, а консерваторы находят поддержку. Однако анализ китайской эстетики должен выходить за рамки этих двух самостоятельных идеологий. Нужно исходить не из заранее установленной позиции, а из самой истории китайской эстетики.
Фактически, в Китае не существовало эстетики в западном смысле. История западной эстетики прошла через поэтику, учение о чувственности, историю искусства и другие формы научной мысли, среди которых учение о чувственности обладает особой значимостью. Но китайская эстетика не используется в категориях учения о чувственности. Вместе с этим следует отметить, что в Китае не сформировалась эпистемология в отношении анализа прекрасного и искусства, то есть еще не выработана система представлений об этих понятиях. Например, «Поэтика» Аристотеля, «Критика способности суждения» Канта, «Эстетика» Гегеля повествуют о системе анализа прекрасного. Однако это невозможно найти в истории китайской эстетики.
Несмотря на этот факт, мы все же рассматриваем китайскую эстетику, которая используется в гораздо широком смысле. Именно поэтому в китайском традиционном мышлении также присутствует глубокий анализ характеристик прекрасного и искусства. Если рассматривать эстетику не в узком смысле науки о чувственности, а в широком смысле анализа понятий прекрасного и искусства, то история китайской эстетики завоюет признание. Вполне очевидно, что необходимо принять во внимание как общий характер западной и китайской эстетики, так и то, что китайская наука отличается от специфики западной науки. Нужно всеми силами стремиться избегать сопоставлений китайской и западной эстетики, а также попыток вестернизации китайской эстетики.
Китайская эстетика действительно обладает особой формой. Таким образом, это различается в проявлении ее аспектов. В Китае почти нет систематических трудов по исследованию самостоятельных понятий красоты и чувства прекрасного, есть только краткие изречения на эту тему. Они главным образом сохранились в конфуцианских, даосских, чань-буддийских и других религиозных трактатах. За всю китайскую историю имеется огромное количество комментаторских трактатов по различным видам искусства: трактат по поэтике, литературе, живописи, музыке и другие. Эти сочинения содержат как исследования специфики различных искусств, так и художественный анализ конкретных произведений.
Таким образом, данные сочинения также отражают особенности китайского мышления. Оно является не рационалистическим и логическим, а эмпирическим. Его можно разделить на природное и историческое. По традиции в Китае всегда отдавали предпочтение природному мышлению. Оно проявляется в трех аспектах. Первый — это бытие. В структуре «небо-земля-человек» небо и земля, то есть природа по отношению к человеку обладают абсолютной обусловленностью. Второй аспект — это мышление. В первую очередь человек из естественного мышления отбирал критерий, потом передавал его другим людям. Третий аспект — это язык. Китайская письменность является пиктографической. В текстах сначала описывается природа, а затем человек, подобно тому, как в поэзии сначала описывается пейзаж, а затем выражаются чувства. На основании природного мышления китайцы также развили и его историческую специфику. Так называемое историческое мышление стало переходить в историю, а затем перешло к описанию прошлого.
Несмотря на то, что китайская эстетика уступает западной по систематизации и эмпирической базе, однако прекрасное и искусство занимают в Китае особое положение. Религиозная традиция всегда занимала главное место в западной истории, поэтому божественное является наивысшим религиозным опытом. В отличие от него опыт эстетического восприятия является начальным переживанием, то есть он либо преодолевается, либо изменяется. В Китае не существовало представления о Боге, поэтому положение религии не высокое. Душевное состояние китайцев является комплексным восприятием религиозной морали и искусства. Эти эмпирические формы часто находят свое проявление посредством искусства и эстетического восприятия. Именно поэтому в Китае религиозные и высоконравственные люди обычно являются знатоками искусства и эстетики. Таким образом, эстетическое восприятие в духовном мире китайцев находится на высшей ступени восприятия. Подобно культуре конфуцианского этикета, даосизм тождественен природному безмятежному недеянию (无为）, чань-буддизм также относится к осмыслению сущности души. Согласно этим учениям, всякого рода восприятия являются коренными человеческими восприятиями, однако они также являются опытом эстетического восприятия.
Рассеянный характер китайской эстетики отражает присущее своеобразие идеологии Поднебесной. Как говорил Конфуций: «Знание не может сравниться с преданной любовью. Преданная любовь не может сравниться с радостью». Если с натяжкой провести аналогию этого высказывания с триадой истина-доброта-прекрасное, то можно сказать, что эстетика ассимилировала акт познания с моральной деятельностью. Однако, на самом деле, в китайской традиционной мысли триада истина-добро-прекрасное вовсе не разделима, а напротив имеет отношение к пути Дао. Важное место в обсуждении китайской эстетики занимает не прекрасное, а глубокое восприятие пути Дао. Древние китайцы тесную корреляцию души и тела воспринимали как радость мышления и радость морали. Они считали, что в процессе художественного творчества можно восхищаться природным пейзажем, и даже в рутине повседневной жизни можно найти место для открытия пути Дао. Конфуций и Янь-цзы любили говорить о радости, которая является одной из самых важных тем китайской философии, и вместе с этим ядром всей китайской эстетики. Как раз в это время появляются основания для китайской философии, искусства и эстетики, которые нельзя ясно разграничить: живость китайской философии, глубина китайского искусства, а также ценность китайской эстетики заключается в ее отличительном характере.